# Гурмак Ярослав Іванович
Ярослав Іванович Гурмак (нар. 29 червня 1998) — український футболіст, опорний півзахисник «Оболонь-Бровар».

## Життєпис
Вихованець київського футболу. У ДЮФЛУ виступав за столичні «Арсенал» та «Атлет». Дорослу футбольну кар'єру розпочав у 2016 році в складі київського клубу «Оболонь-Бровар-2», який виступав у чемпіонаті Київської області. У липні 2016 року переведений до першої команди «Оболонь-Бровара», у футболці якого дебютував 10 серпня 2016 року в переможному (1:0) домашньому поєдинку 2-о попереднього раунду кубку України проти «Гірник-спорту». Ярослав вийшов на поле в стартовому складі та відіграв увесь матч. У Першій лізі України дебютував 18 березня 2017 року в програному (0:1) домашньому поєдинку 21-о туру проти «Полтави». Гурмак вийшов на поле в стартовому складі та відіграв увесь матч. На початку червня 2018 року підписав з клубом новий 2-річний контракт. Станом на 6 листопада 2019 року зіграв 23 матчі в Першій лізі. З 2019 року також залучається й до матчів ФК «Оболонь-Бровар-2» у Другій лізі України.